# Lambda Wilksa
Lambda Wilksa (ang. Wilks’ lambda Λ) – test statystyczny wykonywany w ramach liniowej analizy dyskryminacyjnej, procedury MANOVA lub w ramach innych procedur statystyki wielowymiarowej. 
Test ten pełni podobną rolę w procedurze MANOVA, jak test F w ramach ANOVY. 
Alternatywnymi testami dla lambdy Wilksa, które również mogą być wykonane w ramach MANOVY, są ślad Pillaia, ślad Hotellinga-Lawleya oraz test Roya. 